# Naturvärdesinventering
Naturvärdesinventering (NVI) är i Sverige en biotopkarterande metod som syftar till att avgränsa, beskriva och klassificera ett stycke mer eller mindre homogen natur.  Naturvärde bedöms med utgångspunkt från vilka biologiska arter eller artgrupper som noterats eller sedan tidigare är kända, och med utgångspunkt från lämpliga substrat och biotoper. 
Alla områden med naturvärde bedöms i en fyrgradig skala.
- Klass 1 - Högsta naturvärde (motsvarande naturreservat)
- Klass 2 - Mycket högt naturvärde
- Klass 3 - Högt naturvärde
- Klass 4 - Visst naturvärde

I april 2023 kommer en ny version av standarden att publiceras 